# Zoë (cantante 1969)
Zoë Pollock (Peckham, 19 gennaio 1969) è una cantante britannica.

## Biografia
Zoë ha trovato successo nel 1990 con il suo singolo di debutto Sunshine on a Rainy Day che, dopo essere stato ripubblicato l'anno successivo, ha raggiunto la 4ª posizione della Official Singles Chart, entrando anche nella classifica svedese. Nella classifica nazionale ha in seguito piazzato altri due brani, Lightning e Holy Days. Sono contenuti nel suo primo album Scarlet Red and Blue, che si è fermato alla numero 67 della Official Albums Chart. Ai BRIT Awards 1992 è stata candidata nella categoria Miglior artista solista femminile britannica. Il secondo disco Hammer, uscito nel 1996, non ha replicato il successo del suo predecessore e la cantante si è ritirata dalle scene musicali. Nel 2008 ha formato il duo Mama con Sarah McQuaid; insieme hanno realizzato il disco Crow Coyote Buffalo.

## Discografia

### Album in studio
- 1991 – Scarlet Red and Blue
- 1996 – Hammer

### Singoli
- 1990 – Sunshine on a Rainy Day
- 1991 – Lighting
- 1992 – Holy Days
- 1996 – Hammer